# Sheila Ryan (1921-1975)
Pour les articles homonymes, voir Sheila Ryan et Ryan.
Katherine Elizabeth McLaughlin, connue sous le nom de scène Sheila Ryan (née le 8 juin 1921 à Topeka, Kansas et morte le 4 novembre 1975 à Woodland Hills, Los Angeles Californie) est une actrice américaine.

## Biographie
Katherine Elizabeth McLaughlin Ryan signe avec la Paramount quand elle est encore à l'école. Elle débute au cinéma avec le nom de scène Betty McLaughlin. Elle signe un contrat avec la 20th Century Fox en 1940.  
Elle se marie avec Allan Lane le 5 octobre 1945 et divorce le 21 février 1946. Elle se marie avec Edward Norris le 15 mars 1947 et divorce en 1949. Elle se marie avec Pat Buttram le 26 décembre 1952 jusqu'à sa mort le 4 novembre 1975. Elle a une fille Kerry Buttram.

## Filmographie

### Cinéma

#### Années 1940
- 1939 : What a Life de Theodore Reed
- 1940 : A Night at Earl Carroll's
- 1940 : Life with Henry
- 1940 : L'Appel du destin (The Mad Doctor) de Tim Whelan
- 1940 : Dancing on a Dime
- 1940 : Le Joyeux Cavalier (The Gay Caballero) : Susan Wetherby
- 1940 : I Want a Divorce
- 1940 : Those Were the Days!
- 1940 : Queen of the Mob
- 1940 : The Way of All Flesh : Mitzi Kriza
- 1940 : The Farmer's Daughter
- 1941 : Quel pétard ! (Great Guns) : Ginger Hammond
- 1941 : We Go Fast : Diana Hempstead
- 1941 : Sun Valley Serenade
- 1941 : Dressed to Kill : Connie Earle
- 1941 : Dead Men Tell : Kate Ransome
- 1941 : Golden Hoofs : Gwen
- 1942 : Careful, Soft Shoulders : Agatha Mather
- 1942 : A-Haunting We Will Go : Margo
- 1942 : Swing au cœur (Footlight Serenade)
- 1942 : Who Is Hope Schuyler? : Lee Dale
- 1942 : Lone Star Ranger : Barbara Longstreth
- 1942 : Pardon My Stripes : Ruth Stevens
- 1943 : The Gang's All Here : Vivian Potter
- 1943 : Song of Texas : Sue Bennett
- 1944 : Quand l’amour manœuvre (Something for the Boys) : Melanie Walker
- 1944 : Ladies of Washington : Jerry Dailey
- 1945 : Getting Gertie's Garter : Patty
- 1945 : The Caribbean Mystery : Mrs. Jean Gilbert
- 1946 : Slightly Scandalous : Christine Wright
- 1946 : Deadline for Murder de James Tinling : Vivian Mason
- 1947 : Railroaded! : Rosie Ryan
- 1947 : Philo Vance's Secret Mission : Mona Bannister
- 1947 : Heartaches
- 1947 : The Big Fix : Lillian
- 1947 : The Lone Wolf in Mexico : Sharon Montgomery
- 1948 : The Cobra Strikes : Dale Cameron
- 1948 : Caged Fury : Kit Warren
- 1949 : The Cowboy and the Indians : Doctor Nan
- 1949 : Joe Palooka in the Counterpunch : Myra Madison
- 1949 : Ringside : Janet 'J.L.' Brannigan
- 1949 : Hideout : Edie Hanson

#### Années 1950
- 1950 : Square Dance Katy : Vicky Doran
- 1950 : Western Pacific Agent : Martha Stuart
- 1950 : Mule Train : Sheriff Carol
- 1951 : Jungle Manhunt : Anne Lawrence
- 1951 : Gold Raiders : Laura Mason
- 1951 : Mask of the Dragon : Ginny O'Donnell
- 1951 : Fingerprints Don't Lie : Carolyn Palmer
- 1952 : The Unexpected : Mrs. Gilford
- 1952 : False Colors : Mrs. Gilford
- 1953 : Border Justice : Mimi
- 1953 : Narrow Escape : Marcy Nevers
- 1953 : Pack Train : Lola Riker
- 1953 :  The Worried Man
- 1953 : Death Valley Days
- 1953 : The Bandits of Panamint
- 1953 : On Top of Old Smoky : Lila
- 1953 : I'm the Law : Marsha
- 1953 : The Model Agency Story : Marsha

### Télévision
- 1951 : Front Page Detective (série télévisée), épisode : Little Miss Fortune
- 1951 : Mark Saber (série télévisée), épisode : The Case of the Frightened Husband
- 1953 : Chevron Theatre (série télévisée), épisode : The Worried Man
- 1953 : The Gene Autry Show (série télévisée), épisode : Rio Renegades : Corinne Sheldon
- 1954 : Captain Midnight (série télévisée), épisode : The Curse of the Pharaohs : Eve gamble
- 1954 : The Gene Autry Show (série télévisée), épisode : Prize Winner : Doll
- 1955 : Damon Runyon Theater (série télévisée), épisode : Earthquake Morgan : Chloe
- 1955 : Soldiers of Fortune (série télévisée), épisode : Escort to Namtok : Karen Holt
- 1956 : Ethel Barrymore Theater  (série télévisée), épisode : The Duke
- 1954 : Captain Midnight
- 1955 : Soldiers of Fortune
- 1955 : Damon Runyon Theater